# Glaciar Schytt
El glaciar Schytt (71°35′S 3°40′O / -71.583, -3.667) es un glaciar ancho en la Antártida que tiene una longitud de 100 km. Se extiende hacia el norte entre las crestas Giaever y la Ahlmann (Ahlmann Ridge) en la Tierra de la Reina Maud hasta la barrera de hielo Jelbart. Fue incluido en mapas por cartógrafos noruegos en base al relevamiento y fotos aéreas de la Expedición antártica noruega-británica-sueca (NBSAE) (1949-1952). El glaciar fue nombrado en honor de Stig V. Schytt, un experto en glaciares, segundo al mando de la expedición NBSAE.